# LAST
『LAST』（ラスト）は、UVERworldの5枚目のスタジオ・アルバム。2010年4月14日にgr8!recordsより発売された。

## 概要
タイトルの『LAST』は、本来の「最後」ではなく、「最高の一枚」「究極の一枚」などの意味が込められている。これは、リードトラックである『world LOST world』の「もしもこれが最後だとわかっていたら　もっとこの瞬間を大切にできるだろう」という内容からとられている。しかし、「これが最後の一枚ぐらいの気持ちで作った」とメンバーは語っており、「絶対にいつかは、そういう瞬間は訪れてしまうけど、そのことを無意識のうちに忘れてしまっている。その瞬間が明日にでも来ると思っていれば、作品自体をもっと大事に出来る」という意味も込められているという。また克哉は「『world LOST world』以外にもそういうニュアンスの曲が多く含まれていて、全体的に歌詞に重みがある」としている。本作ではボーカル収録をすべて自宅録音で行い、延々7時間程度歌い続けた楽曲もある。アルバムの仮タイトルは『破壊と創造』・バンド名でもある『UVERworld』。1stアルバム『Timeless』以来となる造語ではないタイトルとなった。
制作は前作のオリジナル・アルバム『AwakEVE』のリリース直後から開始された。従来、アルバムの発売は1月もしくは2月だったが、13thシングル『GO-ON』の発売が大幅に遅れたため、14th・15thとスケジュールが大きくずれ込み、本作の発売日にも影響を及ぼした。
メンバーは、「ベストアルバムの内容を上回ることを意識して作った」「既発アルバムと比較しロックチューンがの割合が多い」旨の発言をしている。本作はUVERworld初となるニューヨークでのマスタリングが行われた。手掛けたのは世界的プロデューサーであるテッド・ジェンセン。
既発シングル（「GO-ON」「哀しみはきっと」「GOLD」）がすべてアルバムバージョンとなっている。これは、UVERworldのアルバムとしては初である。
初動売上は81,210枚。前作を下回ったが、オリコンウィークリーチャートでは2位を記録した。
キャッチコピーは『UVERworldは、LASTから始まる。』

## 収録内容
| 全作詞: TAKUYA∞、全編曲: UVERworld & 平出悟。 |                                 |           |                  |      |
| #                                             | タイトル                        | 作詞      | 作曲             | 時間 |
| 1.                                            | 「GOLD」                        | TAKUYA∞   | 彰 / TAKUYA∞     | 4:03 |
| 2.                                            | 「world LOST world」            | TAKUYA∞   | 彰 / TAKUYA∞     | 4:58 |
| 3.                                            | 「スパルタ」                    | TAKUYA∞   | TAKUYA∞          | 4:24 |
| 4.                                            | 「心とココロ」                  | TAKUYA∞   | 克哉 / TAKUYA∞   | 4:58 |
| 5.                                            | 「the truth」                   | TAKUYA∞   | 彰 / TAKUYA∞     | 4:12 |
| 6.                                            | 「バーレル」                    | TAKUYA∞   | TAKUYA∞          | 4:18 |
| 7.                                            | 「ハイ! 問題作」                | TAKUYA∞   | UVERworld        | 5:27 |
| 8.                                            | 「closed POKER」                | TAKUYA∞   | 克哉 / TAKUYA∞   | 4:35 |
| 9.                                            | 「哀しみはきっと (album ver.)」 | TAKUYA∞   | 平出悟 / TAKUYA∞ | 5:42 |
| 10.                                           | 「CHANGE」                      | TAKUYA∞   | TAKUYA∞          | 3:50 |
| 11.                                           | 「WANNA be BRILLIANT」          | TAKUYA∞   | TAKUYA∞          | 3:31 |
| 12.                                           | 「君のまま」                    | TAKUYA∞   | TAKUYA∞          | 4:17 |
| 13.                                           | 「GO-ON (2nd-mix)」             | TAKUYA∞   | 彰 / TAKUYA∞     | 4:21 |
| 合計時間:                                     | 合計時間:                       | 合計時間: | 58:47            |      |

| #  | タイトル                                              | 作詞 | 作曲・編曲 |
| -- | ----------------------------------------------------- | ---- | ---------- |
| 1. | 「MUSIC VIDEOS 99/100騙しの哲,GO-ON,哀しみはきっと」  |      |            |
| 2. | 「making VIDEOS 99/100騙しの哲,GO-ON,哀しみはきっと」 |      |            |
| 3. | 「special track 09.12.25 ~truth around with GOLD~」   |      |            |

## 楽曲解説
1. GOLD
15thシングル。表記はないがアルバムバージョンであり、原曲をすべて録り直している。アルバム一曲目を「world LOST world」と悩んだ末にこちらを選んでいる。
2. world LOST world
今作のリードトラック。上述した「もしもこれが最後だとわかっていたら もっとこの瞬間を大切にできるだろう」というメッセージが込められている。TAKUYA∞は「今までの自分達をしっかり叩き出した曲」と述べている。信人は「昔からUVERworld聴いてる人には安心してもらえる曲」と語った。
3. スパルタ
彰曰く「リズム的に新しい曲。自分達がやったことの無いシャッフルビートみたいなのをやってみた感じ」。昔のUVERworldの楽曲を掘り返して制作されている。曲の冒頭におけるギター・ベース・ドラムがユニゾンする箇所は、デモには無かった部分で彰のアイデアをもとにアレンジが施された。ちなみにメンバーが曲作りで焦っていた時期に完成している。シングル候補の楽曲であった。
仮タイトルは「One」
4. 心とココロ
結婚式をテーマとした楽曲。仮タイトルは「sector」。
5. the truth
13thシングル「GO-ON」のカップリング。収録された理由は「ライブでは外せない曲だから」「鬼のように好きだから」。
6. バーレル
10thシングル『激動/Just break the limit!』の「激動」を制作していた時期と同じころにできた楽曲。原曲は「激動」とともに構成する1つの楽曲であった。タイトルの意味は「嘘の樽」。仮タイトルは「G9」。
7. ハイ! 問題作
UVERworld初となる、歌詞に自主規制音が入った楽曲。歌詞はTAKUYA∞やメンバーの体験談であり、すべて実話である。地元の滋賀についても触れている。仮タイトルは「pespespes」。
8. closed POKER
ピアノとパーカッションの入った楽曲。メンバー曰く「今作で一番大人っぽい」。
9. 哀しみはきっと (album ver.)
14thシングルのアルバムバージョン。TBS系ドラマ『小公女セイラ』主題歌。PVのイントロで聴けるストリングスを採用している。
10. CHANGE
15thシングル「GOLD」のカップリング。映画『劇場版 機動戦士ガンダム00 -A wakening of the Trailblazer-』のイメージソング。
11. WANNA be BRILLIANT
TAKUYA∞が、MR. BIGのライブを観て「一生越えられない」と痛感し、病んでいた際に書かれた楽曲。本作のリードトラックである「world LOST world」と対になっている。
仮タイトルは「01」
12. 君のまま
4thアルバム『AwakEVE』に収録予定だった楽曲。TAKUYA∞がマネージャーと喧嘩をしたことが原因で歌詞が書けなくなってしまったため、今回新たに書き直している。
13. GO-ON (2nd-mix)
13thシングルのアルバムバージョン。

## 参加ミュージシャン
UVERworld
- TAKUYA∞：Vocal & Programming
- 克哉：Guitar & Programming & Chorus
- 彰：Guitar & Programming & Chorus
- 信人：Bass & Chorus
- 真太郎：Drums & Chorus
- 中西康晴：Piano (#6,8)
- GENTA：Percussion (#8)
- 弦一徹ストリングス：Strings (#9,12)
- asami：Voice (#13)